# Leisel (Bauna)
Die Leisel ist ein etwa 6,2 km langer, westlicher und orografisch rechter Zufluss der Bauna im Landkreis Kassel in Nordhessen (Deutschland).

## Verlauf und Einzugsgebiet
Die Leisel entspringt in den Langenbergen im Naturpark Habichtswald. Ihre Quelle liegt oberhalb des Baunataler Stadtteils Großenritte rund 660 m nordöstlich vom Gipfel des Schwengebergs (556,7 m ü. NN) und etwa 820 m nordwestlich von jenem des Burgbergs (439,6 m ü. NN) auf etwa 390 m ü. NN.
Anfangs fließt die Leisel, die überwiegend ostwärts verläuft, die Langenberge ostnordostwärts verlassend vorbei am Grebenhof, um fortan ein Stück südostwärts entlang der Trasse der Bahnstrecke Kassel–Naumburg zu verlaufen. Dann fließt sie abschnittsweise unterirdisch durch Großenritte, wobei sie den Naturpark Habichtswald verlässt. Hiernach verläuft sie ostwärts durch den Leiselpark und dort durch den Leiselsee.
Kurz darauf mündet die Leisel zwischen den Baunataler Stadtteilen Altenbauna und Kirchbauna auf rund 197 m ü. NN in den dort von Norden kommenden Fulda-Zufluss Bauna (beim Baunabachkilometer 6,5); ihrer Mündung östlich gegenüber liegt der Baunataler Hauptfriedhof.
Das Einzugsgebiet der Leisel ist 9,744 km² groß.